# Nyári Sándor
Nyári Sándor, 1884-ig Sommer (Zalaegerszeg, 1861. augusztus 28. – Budapest, Terézváros, 1915. december 21.) művészettörténeti író, egyetemi tanár, újságíró.

## Élete
Sommer Mór és Spielmann Ilona (1819–1901) fia. Fiatal korában a Zalai Közlöny munkatársa volt. Tanulmányait a Bécsi Képzőművészeti Akadémián, Párizsban, Berlinben és Lipcsében végezte. 1889-ben a kormány megbízásából beutazta a Magyar Királyságot, hogy Mátyás-korabeli reneszánsz műemlékek után kutasson. 1890-ben a Lipcsei Egyetemen nyert bölcsészdoktori oklevelet. 1891-ben a Magyar Nemzeti Múzeum régiségtárában asszisztensként dolgozott. 1892-ben a szász király gyűjteményében, Drezdában felfedezte Mányoki Ádám II. Rákóczi Ferencről készített portréját, s a művész életrajzának megírása céljából beutazta Lengyelországot és Szászországot. A Magyar Királyi József Műegyetemen művészettörténet szaktárgyból magántanári képesítést szerzett, s 1908-ban címzetes rendkívüli tanár lett. Hosszabb tanulmányutat tett Lengyelországban, Németországban, Olaszországban, Franciaországban, Angliában és Hollandiában. Angliai útjáról egy egész gyűjteményt hozott haza Brocky Károly magyar portréfestő munkáiból, aki Viktória brit királynő udvari festője volt. 1894-től az Országos Képtár segédőre lett, majd az intézmény a Szépművészeti Múzeum részévé vált, így 1899-től annak őre lett. Tanulmányai magyar és német nyelven jelentek meg szakfolyóiratokban.
Házastársa Herzfelder Lajos és Baumgarten Janka lánya, Mária (1868–1900) volt, akivel 1897. szeptember 16-án Budapesten kötött házasságot. Második felesége ilenczfalvi Linzer Léni volt, akit 1902. július 22-én Budapesten vett nőül.

## Főbb művei
- Der Portraitmaler Johann Kupeczky, sein Leben und seine Werke (Leipzig, 1889)
- A kassai székesegyház (Budapest, 1896)
- A czenstochowai páloskolostor és magyar műemlékei (Budapest, 1901)
- Brocky Károly festőművész élete és művei (Budapest, 1910)